# Liste der Monuments historiques in Haraucourt (Ardennes)
Die Liste der Monuments historiques in Haraucourt führt die Monuments historiques in der französischen Gemeinde Haraucourt auf.

## Liste der Objekte
| Bezeichnung | Beschreibung          | Standort                     | Kennzeichnung | Schutzstatus | Datum | Bild |
| ----------- | --------------------- | ---------------------------- | ------------- | ------------ | ----- | ---- |
| Beichtstuhl | Holz, 18. Jahrhundert | in der Kirche St-Rémi (Lage) | PM08000262    | Classé       | 1972  |      |